# Yuliana Fedak
Pour les articles homonymes, voir Fedak.
Yuliana Fedak (née le 8 juin 1983 à Nova Kakhovka) est une joueuse de tennis ukrainienne, professionnelle depuis 1998.

## Palmarès

### Titre en simple dames
Aucun

### Finale en simple dames
Aucune

### Titre en double dames
Aucun

### Finales en double dames
| No | Date       | Nom et lieu du tournoi                 | Catégorie | Dotation  | Surface    | Vainqueures                          | Partenaire         | Score     |          |
| -- | ---------- | -------------------------------------- | --------- | --------- | ---------- | ------------------------------------ | ------------------ | --------- | -------- |
| 1  | 18/09/2006 | Sunfeast Open Calcutta                 | Tier III  | 175 000 $ | Dur (int.) | Liezel Huber Sania Mirza             | Yuliya Beygelzimer | 6-4, 6-0  | Parcours |
| 2  | 16/02/2009 | M. Keegan & Cellular South Cup Memphis | Intern'l  | 220 000 $ | Dur (int.) | Victoria Azarenka Caroline Wozniacki | Michaëlla Krajicek | 6-1, 7-62 | Parcours |

## Parcours en Grand Chelem

### En simple dames
| Année | Open d'Australie | Open d'Australie | Internationaux de France | Internationaux de France | Wimbledon       | Wimbledon    | US Open         | US Open       |
| ----- | ---------------- | ---------------- | ------------------------ | ------------------------ | --------------- | ------------ | --------------- | ------------- |
| 2004  | 2e tour (1/32)   | Anabel Medina    | 2e tour (1/32)           | Nadia Petrova            | -               | -            | -               | -             |
| 2005  | 1er tour (1/64)  | Patty Schnyder   | 1er tour (1/64)          | E. Likhovtseva           | 1er tour (1/64) | Gisela Dulko | 1er tour (1/64) | Alexa Glatch  |
| 2006  | 1er tour (1/64)  | A. Myskina       | 2e tour (1/32)           | Gisela Dulko             | 1er tour (1/64) | Shahar Peer  | 2e tour (1/32)  | Dinara Safina |
| 2007  | 1er tour (1/64)  | V. Azarenka      | 1er tour (1/64)          | Dinara Safina            | -               | -            | -               | -             |
| 2008  | -                | -                | 1er tour (1/64)          | Olga Govortsova          | -               | -            | -               | -             |
| 2010  | 1er tour (1/64)  | Polona Hercog    | -                        | -                        | -               | -            | -               | -             |

À droite du résultat, l’ultime adversaire.

### En double dames
| Année | Open d'Australie              | Open d'Australie          | Internationaux de France    | Internationaux de France   | Wimbledon                     | Wimbledon                | US Open                       | US Open                     |
| ----- | ----------------------------- | ------------------------- | --------------------------- | -------------------------- | ----------------------------- | ------------------------ | ----------------------------- | --------------------------- |
| 2005  | 1er tour (1/32) T. Poutchek   | E. Dementieva Ai Sugiyama | 2e tour (1/16) C. Castaño   | Likhovtseva V. Zvonareva   | 1er tour (1/32) L. Osterloh   | J. Russell M. Santangelo | -                             | -                           |
| 2006  | -                             | -                         | 3e tour (1/8) A. Bondarenko | Květa Peschke F. Schiavone | 1/2 finale T. Perebiynis      | V. Ruano Paola Suárez    | 1er tour (1/32) T. Perebiynis | D. Hantuchová Ai Sugiyama   |
| 2007  | 1er tour (1/32) T. Perebiynis | Chan Yung-Jan Chuang C.J. | 1er tour (1/32) Kaia Kanepi | S. Lefèvre Aurélie Védy    | 1er tour (1/32) Kaia Kanepi   | Émilie Loit Nicole Pratt | 1er tour (1/32) Kaia Kanepi   | A. Bondarenko K. Bondarenko |
| 2009  | -                             | -                         | -                           | -                          | 1er tour (1/32) Mervana Jugić | Klaudia Jans A. Rosolska | -                             | -                           |

Sous le résultat, la partenaire ; à droite, l’ultime équipe adverse.

### En double mixte
N'a jamais participé à un tableau final.

## Parcours en Fed Cup
| #                                                                | Date       | Lieu        | Surface      | Gagnante(s)                 | Perdante(s)                      | Score         |          |
|                                                                  |            |             |              |                             |                                  |               |          |
| 2004 - Barrage (groupe mondial I) - Ukraine - Allemagne - 2 : 3  |            |             |              |                             |                                  |               |          |
| 1                                                                | 10/07/2004 | Illitchivsk | Terre (ext.) | Yuliana Fedak               | Anna-Lena Grönefeld              | 2-6, 6-2, 6-2 | Parcours |
| 1                                                                | 10/07/2004 | Illitchivsk | Terre (ext.) | Barbara Rittner             | Yuliana Fedak                    | 6-3, 4-6, 6-4 | Parcours |
| 1                                                                | 10/07/2004 | Illitchivsk | Terre (ext.) | Barbara Rittner Jasmin Wöhr | Yuliana Fedak Tatiana Perebiynis | 3-6, 6-4, 6-3 | Parcours |
|                                                                  |            |             |              |                             |                                  |               |          |
| 2007 - Barrage (groupe mondial II) - Australie - Ukraine - 1 : 4 |            |             |              |                             |                                  |               |          |
| 2                                                                | 14/07/2007 | Ashmore     | Dur (ext.)   | Casey Dellacqua             | Yuliana Fedak                    | 6-4, 6-2      | Parcours |

## Classements WTA

### Classements en simple en fin de saison
| Année | 2001 | 2002 | 2003 | 2004 | 2005 | 2006 | 2007 | 2008 | 2009 | 2010 | 2011 |
| Rang  | 445  | 192  | 214  | 83   | 137  | 68   | 127  | 143  | 167  | 268  | 907  |

Source : (en) « Classements de Yuliana Fedak », sur le site officiel du WTA Tour

### Classements en double en fin de saison
| Année | 2001 | 2002 | 2003 | 2004 | 2005 | 2006 | 2007 | 2008 | 2009 | 2010 | 2011 |
| Rang  | 343  | 208  | 155  | 111  | 144  | 44   | 96   | 107  | 109  | 226  | 1006 |

Source : (en) « Classements de Yuliana Fedak », sur le site officiel du WTA Tour